# 傀儡花
《傀儡花》是臺灣醫師兼小說家陳耀昌撰寫的長篇歷史小說，故事以1867年於臺灣恆春半島發生的羅妹號事件為主題，描述排灣族斯卡羅酋邦頭目Tou-ke-tok（漢譯卓杞篤）和法裔美國駐廈門領事李仙得簽訂南岬之盟的歷史事件，書中結合正史人物和虛構角色，描述臺灣原住民、閩南人、客家人與西方國家等多個族群間的衝突、協調與發展。小說於2016年1月5日由印刻出版社出版，同年獲得台灣文學獎圖書類長篇小說金典獎。公共電視於2017年宣布將之改編成電視連續劇《斯卡羅》。

## 小說
陳耀昌是血液疾病專家，2009年起跨足小說創作，在撰寫《傀儡花》以前，他已出版了包括《福爾摩沙三族記》在內的多部醫學及歷史著作，《福爾摩沙三族記》以荷蘭人、平埔族及漢人這三個族群描述荷蘭時代的臺灣，隨著臺灣這片土地上的種族日漸多元，他便著手創作「臺灣多族記」，是以時序漸進的方式描述台灣原住民參與的國際戰役，《傀儡花》是臺灣多族記的第一部，故事以1867年於臺灣發生的羅妹號事件為主題，描述美國商船羅發號駛經台灣海峽時，被暴風襲擊並漂流至屏東，船員被排灣族人誤認為侵略者，原住民的反擊造成船長夫婦等13人遭出草，唯一倖免的粵籍華人水手逃至打狗，向當地清廷官府報告無果，最後斯卡羅酋邦頭目Tou-ke-tok（漢名卓杞篤）和法裔美國駐廈門領事李仙得簽訂南岬之盟。陳耀昌強調，這是臺灣原住民與外國簽訂的第一份國際條約。作品結合了臺灣原住民卓杞篤、潘文杰，西洋人李仙得、萬巴德、馬雅各、必麒麟，清朝官吏劉明燈、姚瑩等影響臺灣至深的正史人物及包括女主角蝶妹在內的虛構角色，藉羅發號事件和樟腦戰爭等臺灣歷史事件為背景，描述臺灣原住民、閩南人、客家人和西方國家等多個族群間的衝突、協調與發展，且情節還包括了首位美軍軍官在台灣陣亡的歷史，陳耀昌認為，這對台灣與美國的外交史、美國海軍史及美軍在太平洋的發展史，都具重大意義，他表示自己希望以多元族群、多元文化及多元史觀的筆法撰寫臺灣歷史小說，以文字促進族群融合，《福爾摩沙三族記》和《傀儡花》的主旨皆是如此，因此便以在1860年開港後變得國際化的臺灣為舞台，並以羅發號事件這起國際事件為基底，以此描寫臺灣在族群融合過程中的陣痛，他認為在臺灣是一個多族群的社會，各個族群都有不同的文化，因此並沒有在《傀儡花》中描寫對錯，讓每個角色都是「好人」，只是立場有所不同。

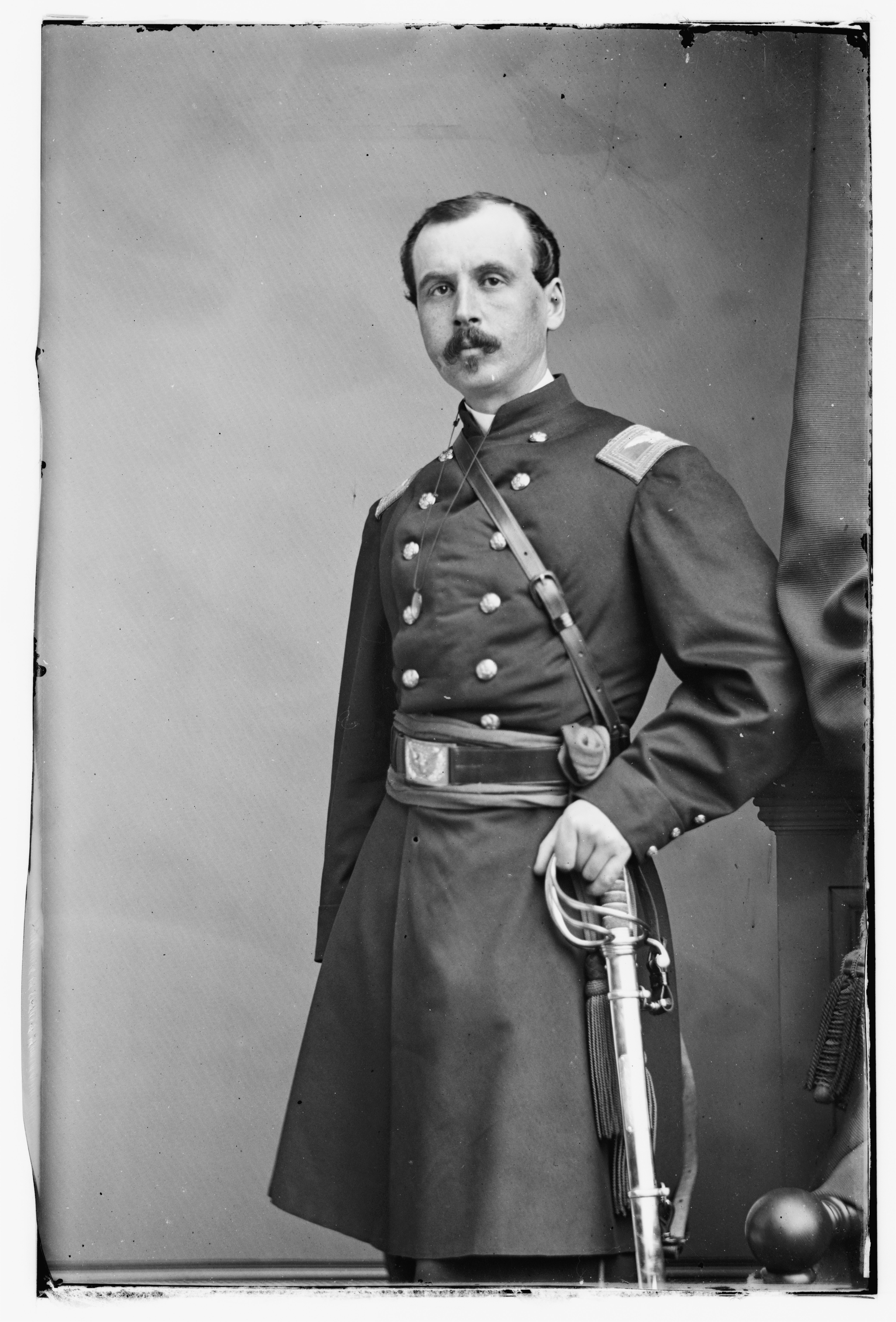
《傀儡花》中的要角李仙得，與女主角蝶妹有一段感情關係。

書名《傀儡花》指涉是書中的女主角蝶妹，她是一位虛構角色，陳耀昌表示蝶妹是自己的中心思想，亦暗喻臺灣或臺灣人的命運，且如果沒有一位能串連不同族群的主角，很難將各線的歷史撰寫成故事，因此蝶妹被設計成客家與臺灣原住民的混血，跟隨萬巴德醫師學習英文，因此精通多種語言，以翻譯的角色活躍於舞台上，將當時臺灣的各個族群相互串連，也因為如此，蝶妹被塑造成一位活潑、好學且有智慧的角色。之所以由女性為主角，是因自《福爾摩沙三族記》開始，主角便以男性居多，因此陳耀昌決定在《傀儡花》中反其道而行，譜寫出女性英雄的浪漫故事。陳耀昌希望以歷史小說記下臺灣先民的努力與奮鬥，讓下一代臺灣人透過《傀儡花》更了解臺灣原漢歷史，並冀望作品能像《小巨人》一樣傳達原住民的樣貌並促進原漢融合。
陳耀昌認為，歷史小說的細節可以任憑作者發揮，但大架構不能背離史實，因此他考據了多份歷史文獻，還在田野調查時結識潘文杰的後代子孫。在書寫戰爭場面時，陳耀昌會考量當時的季節和海象，配合屏東的地圖，推斷當時的行船與行軍時間，並實際走訪觀察當地環境，推算「戰艦開到屏東海岸時，需要花多少時間才能將消息通報到部落」等細節。他認為寫歷史小說就如同從事醫學，必須以嚴謹的態度和方法力求精確。
2016年11月，《傀儡花》自32部作品中脫穎而出，獲得台灣文學獎小說類金典獎。台灣文學獎的評審委員平路認為，陳耀昌雖非職業小說家出身卻有創新的表現，以一本書建立史觀，具有開創性和困難度。評審彭瑞金指出《傀儡花》是複審會在第一回合投票時唯一勝出的作品，獲得評審委員們的高度共識。評審委員楊照認為《傀儡花》在想像與史實中穿插、互動中表現出色。陳耀昌在得獎感言中表示自己的心情比獲選中央研究院院士還要開心，並感謝評審對自己的肯定和家人的支持
《傀儡花》已經日本天理大學教授下村作次郎譯成日文版。